# Podastinjsko Brdo
Podastinjsko Brdo är en kulle i Bosnien och Hercegovina.   Den ligger i entiteten Federationen Bosnien och Hercegovina, i den centrala delen av landet, 24 km nordväst om huvudstaden Sarajevo. Toppen på Podastinjsko Brdo är 749 meter över havet.
Terrängen runt Podastinjsko Brdo är kuperad. Runt Podastinjsko Brdo är det ganska tätbefolkat, med 93 invånare per kvadratkilometer.. Närmaste större samhälle är Kiseljak, 2,1 km sydväst om Podastinjsko Brdo. 
I omgivningarna runt Podastinjsko Brdo växer i huvudsak lövfällande lövskog.